# Тейлор, Чарльз Маргрейв
Чарльз Маргрейв Тейлор (англ. Charles Margrave Taylor; род. 5 ноября 1931 года, Монреаль) — канадский философ, автор работ по политической и социальной философии, истории философии. Профессор-эмерит Университета Макгилла. С позиций коммунитаризма критикует либерализм и присущую ему теорию индивида, подчёркивая социальную обусловленность личности. Католик. Член социал-демократической Новой демократической партии. Выдвигался кандидатом от НДП на выборах, был преподавателем партийного лидера Джека Лейтона.
Идеи коммунитаризма и мультикультурализма Чарльза Тейлора легли в основу Хартии земли. Вместе с Юргеном Хабермасом внес большой вклад в развитие концепции постсекулярного общества, в котором большую роль будут играть идеи справедливости и любви традиционных религий, хотя и в интерпретации левых и новых левых.

## Биография
Родился третьим ребёнком в семье сталепромышленника Уолтера Тейлора; старшая сестра Гретта (в замужестве Чамберс), впоследствии стала известной политической журналисткой, канцлером Университета Макгилла и компаньоном ордена Канады. 
Окончил Университет Макгилла (бакалавр истории, 1952). Затем окончил Оксфорд со степенью MA, там же получил степень доктора философии DPhil в 1961 году (науч. рук-ли Исайя Берлин и Элизабет Энском). В 1976—1981 годах чичелийский профессор по социальной и политической теории оксфордского Колледжа Всех Душ, с 1981 года член колледжа.
Почётный член альма-матер оксфордского Баллиол-колледжа. Иностранный почётный член Американской академии искусств и наук.

### Отличия
- Tanner Lecturer[англ.]
- Темплтоновская премия (2007)[12]
- Премия Киото (2008)
- Премия Клюге (2015)
- Berggruen Prize[англ.] (2016, первый удостоенный)
- Ratzinger Prize[англ.] (2019)

Почётный доктор словесности Оксфордского университета (2012).

## Сочинения
Переведен на 20 языков (на 2012 год).
- 1964. The Explanation of Behavior.
- 1975. Hegel.
- 1979. Hegel and Modern Society.
- 1985. Philosophical Papers .
- 1989. Sources of the Self: The Making of Modern Identity. Harvard University Press  (недоступная ссылка с 16-05-2013 [4458 дней])
- 1992. The Malaise of Modernity, издание его Massey Lectures. Harvard University Press  (недоступная ссылка с 16-05-2013 [4458 дней])
- 1994. Multiculturalism: Examining The Politics of Recognition.
- 1995. Philosophical Arguments. Harvard University Press  (недоступная ссылка с 16-05-2013 [4458 дней])
- 1999. A Catholic Modernity?.
- 2002. Varieties of Religion Today: William James Revisited. Harvard University Press  (недоступная ссылка с 16-05-2013 [4458 дней])
- 2004. Modern Social Imaginaries.
- 2007. A Secular Age. Harvard University Press  (недоступная ссылка с 16-05-2013 [4458 дней])
- 2011. Dilemmas and Connections: Selected Essays. Harvard University Press.

### Переводы на русский язык
- Тейлор Ч. Почему демократия нуждается в патриотизме // Логос — 2006 — № 2(53) — С. 130-131.
- Тейлор Ч. Структуры закрытого мира // Логос — 2011 —  № 3(82) — С. 33-52.
- Тейлор Ч. Что не так с негативной свободой? // Логос — 2013 — № 2(92) — С. 187-207.
- Тейлор Ч. Что такое светскость? // Государство, религия, церковь в России и за рубежом — 2015 — №1(33) — С. 218-253.
- Тейлор Ч. Секулярный век / пер. с англ.. — М.: ББИ, 2017. — 967 с. — ISBN 978-5-89647-307-7.
- Тейлор Ч.  Источник себя. Современная идентичность в контексте / пер. с англ. В. О. Ильина. – Москва : Новое литературное обозрение, 2013. – 736 с.